# Kistenritt
Kistenritt bezeichnet den Vorgang im Pferderennsport, bei dem ein am Rennen beteiligter Jockey ausfällt und kurzfristig durch einen anderen ersetzt wird.
Der Begriff Kistenritt hat seinen Ursprung in den Räumlichkeiten der Jockeystube. Dort sitzen die Reiter zwischen den Rennen auf Kisten, in denen Kleidung und Ausrüstung verstaut wird. Während die normale Verpflichtung für einen Ritt bei der Starterangabe erfolgt, sitzt der Jockey bei der kurzfristigen Verpflichtung auf dieser Kiste, wenn er von einem Trainer oder Besitzer angesprochen wird, ob er das Pferd im Rennen reiten möchte. Kistenritt bedeutet demnach: "Auf der Kiste sitzend einen Ritt erhalten".